# Ciudad Darío
Ciudad Darío (in passato Metapa) è un comune del Nicaragua facente parte del dipartimento di Matagalpa. Assunse questa denominazione in onore al poeta Ruben Dario, nato qui nel 1867.